# Clastoptera salicis
Clastoptera salicis is een halfvleugelig insect uit de familie Clastopteridae. De wetenschappelijke naam van deze soort is voor het eerst geldig gepubliceerd in 1926 door Doering.